# Fehéroroszország zászlaja
A Belarusz Köztársaság (más néven Fehéroroszország) zászlaja a fehér, zöld és piros színekből tevődik össze. A nemzeti lobogó bal oldalán egy függőleges sávban az ország népművészetére és kultúrájára utaló minta látható. A mintázatot fehér alapra pirossal készítették el, és a zászló hosszának egy kilenced részét foglalja el. A nemzeti motívumok mellett két sáv húzódik. A felső a lobogó kétharmad részét foglalja el és piros színű, míg az alsó zöld színű. A ma használatban lévő lobogót 1995. június 7-én vették fel hivatalosan a nemzeti jelképek közé, miután egy vitatható lefolyású népszavazás így döntött.

## Története

Az 1919-es zászló

Miután 1919. január 1-jén kikiáltották a Belorusz Szovjet Szocialista Köztársaságot, a szovjet zászlóhoz hasonlóan vörös lett az alapszíne, rajta pedig cirill betűkkel kiírva, hogy ССРБ (azaz Belorusz Szovjet Szocialista Köztársaság).

Az 1937-es zászló

A második zászló ugyanígy nézett ki (melyet 1937-ben vezettek be) , csak egy sarlót és egy kalapácsot illesztettek rá, mert ez a munkásság és a parasztság szövetségét szimbolizálja (ez a szimbólum szintén rajta volt a szovjet zászlóhoz).

A Belarusz SZSZK zászlaja (1951-1991)

A ma használatban lévő lobogó tulajdonképpen már több mint 50 éve jelképezi Fehéroroszországot. A zászló elődjét 1951. december 25-én adoptálták először hivatalosan az ország lobogójának, bár akkor Fehéroroszország a Szovjetunió tagköztársasága volt, ezért a lobogón helyet kapott a sarló és a kalapács is. Ezeket eltávolították a régi zászlóról, és a függetlenség után négy évvel ismét hivatalossá válhatott a Belarusz SzSzK lobogója. A zászlóban a piros szín a belarusz történelmet idézi fel, hiszen már 1410-ben, a grünwaldi csata idején is ezalatt a szín alatt vonultak harcba a fehérorosz katonák. A vörös zászló vezette azokat a harcosokat is, akik a II. világháború alatt kiűzték országukból a német erőket. A zöld az ország fényes jövőjét szimbolizálja, és utal az ország széles erdőségeire is. 

Mégis a lobogó legérdekesebb része kétségtelenül az a népi hímzés, amit a zászló bal oldalán láthatunk. Először a szovjet befolyásoltságú állam lobogójára került fel. A mintát 1917-ben készítette Matrena Markevics, népművész, aki az ország növényeit és virágait akarta megjeleníteni művén. Ezeket a motívumokat hímzik bele a hagyományos rusnyikokba is, amelyek a szláv népek többségénél hagyományos terítőkként funkcionálnak. A rusnyikokat ünnepeken, vendégségben használják és általában a kenyér vagy más ennivaló letakarásához szükséges. Mivel ez a minta megjelenik a belarusz családok mindennapjaiban, keresztelőkön, esküvőkön, temetéseken, ünnepnapokon, ezért a belarusz társadalom kultúráját szimbólumaként jelent meg a nemzeti lobogón.

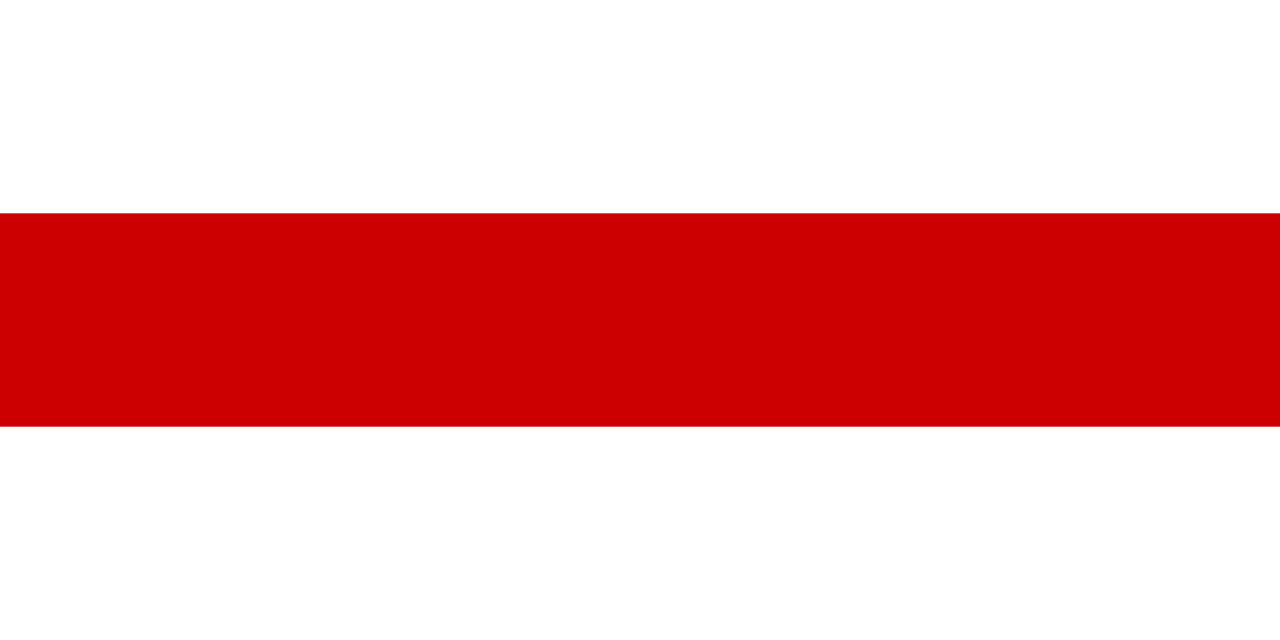
A Fehérorosz nép zászlaja

Azonban az államban a közelmúltban és talán még most is nemcsak ez az egy zászló van jelen a köztudatban. Amikor a fehéroroszok a többi balti állammal együtt először vívták ki függetlenségüket Oroszországtól, a belarusz parlament 1918 márciusában hivatalosan elfogadta nemzeti lobogójának a nemzet ősi gyökereit szimbolizáló fehér-piros-fehér zászlót. A fehéroroszok történelmi címerén ugyanis egy fehér lovas vitéz látható piros háttérrel. Az a címer egyébként hasonlít a mai litván címerhez, de ez nem meglepő, hiszen a két népnek közös történelmi gyökerei vannak. 

Ezt a zászlót egyesek szerint azért készítették el, hogy a Fehér Rusz megkülönböztesse országát a moszkvai és a kijevi ruszok uradalmától. Egy népszerű legenda szerint a fehér-piros-fehér lobogó a grünwaldi csata idején keletkezett, amikor a litvánokkal és lengyelekkel együtt a fehéroroszok is a Német Lovagrend ellen vonultak. A hagyomány szerint az egyik sebesült belarusz lovag letépte vértől átázott kötését, és azt a győzelem jelképeként a magasba emelte. A fehér anyagon nyomot hagyott vér lett a fehéroroszok nemzeti jelképe.

Ennek a zászlónak a különböző variációi voltak érvényben egészen 1925-ig, amikor Belorusszia a Szovjetunió részévé vált. Évekkel később, 1991-ben, amikor Fehéroroszország ismét visszanyerte függetlenségét, a nemzetgyűlés úgy döntött, hogy a régi hagyományos zászlót emelik hivatalos rangra. Amikor a minszki kormányzat éles váltással ismét a kommunista irányítási elvekkel kezdett szimpatizálni, már terhes volt a szabad eszméket sugárzó jelképek sora. Ezért 1995-ben Alekszandr Lukasenko elnök népszavazást írt ki, amelyen a belaruszoknak a zászló kérdése mellett dönteniük kellett arról is, hogy a címer megváltozzon-e, illetve hogy újra egységesen kezeljék-e a belarusz és az orosz gazdaságot. A referendum eredménye alapján a fehéroroszok mindenre rábólintottak, bár nemzetközi megfigyelők szerint a szavazást korántsem lehetett demokratikusnak nevezni.

1995 óta a fehér-piros-fehér lobogó az ellenzékiek jelképe lett. A kormány kemény eszközökkel próbálja visszaszorítani a történelmi lobogó használatát, de mindig akadnak ellenzői Lukasenko politikájának.

## Külső hivatkozások
- Fehéroroszország zászlaja a Világ zászlói (Flags of the World) weboldalon